# Capiate
Capiate (Capiaa in dialetto brianzolo) è una frazione geografica del comune italiano di Olginate posta a sud del centro abitato, verso Airuno.

## Storia
Capiate fu un antico comune del Milanese.
Comune del Monte di Brianza, appartenne alla pieve di Garlate.
Il toponimo è citato tra i beni appartenenti a Rotpert, gasindo regio, (CDL, n. 11) in un atto dell'aprile 745; Capiate fu corte regia conferita dall’880 al monastero di Sant’Ambrogio di Milano, come anche Melianico. Il 4 dicembre 1279 il monastero di Sant’Ambrogio rivendicò di fronte al podestà di Milano, Loterio Rusca, l’honor e il districtus sui luoghi “de Capiate”, “de Greghantino”, “de Milianigo”: il monastero chiedeva che non fosse nominato il podestà in dette località.
Nel 1412 il comune di Capiate, per mezzo di procuratori, prestò giuramento di fedeltà a Filippo Maria Visconti, che aveva riconfermato alla “Martesana superiore” (Monte di Brianza) le esenzioni fiscali già accordate da Bernabò Visconti nel 1373 e da Giangaleazzo Visconti nel 1385 ai “loca et cassine Montis Brianze”.
Negli estimi del ducato di Milano del 1558, e nei successivi aggiornamenti fino al XVII secolo, Capiate risulta inserito nella pieve di Garlate.
In un prospetto comprendente tutte le terre del ducato di Milano risalente al 1572, Capiate figurava nel territorio della pieve con un proprio perticato distinto, pur non avendo attribuita una quota “de sale”.
Dalle risposte fornite nel 1751 ai 45 quesiti della Real Giunta del Censimento, si desume che a quel tempo la comunità di Capiate, compresa nella pieve di Garlate – già infeudata con le comunità delle pievi di Garlate e Oggiono nel 1538 a Giovanni Agostino d’Adda – non era infeudata, ma non conosceva gli estremi della redenzione “essendo a quel tempo unita ad Olginate” (dalla quale affermava di essersi separata il 15 gennaio 1632, come da istromento rogato da Lorenzo Airoldi notaio di Milano).
Nel 1751 fu registrato come un villaggio di 70 abitanti, e nel 1786 entrò per un quinquennio a far parte della Provincia di Como, per poi cambiare continuamente i riferimenti amministrativi nel 1791, nel 1797 e nel 1798.
Portato definitivamente sotto Como nel 1801, alla proclamazione del Regno d'Italia nel 1805 risultava avere 92 abitanti. Nel 1809 il municipio fu soppresso su risultanza di un regio decreto di Napoleone che lo annesse per la prima volta a Olginate, ma il Comune di Capiate fu tuttavia ripristinato con il ritorno degli austriaci. Nel 1853 gli abitanti risultavano 182, saliti a 254 nel 1871: il borgo conobbe infatti una discreta crescita, e nel 1921 si registrarono 371 residenti. Fu il regime fascista a decidere nel 1928 di sopprimere definitivamente il comune, unendolo nuovamente a Olginate come già avvenuto in epoca napoleonica.
Uno studio della primavera 2016 ha proposto l'identificazione del territorio di Capiate con l'"Isola Comacina" della Historia Langobardorum di Paolo Diacono. Gli autori analizzano il percorso che, tra il rinascimento e il XVIII secolo, ha portato all'identificazione dell'isola del lago di Como con l'isola Comacina, evidenziando numerose incongruenze. L'Isola Comacina di Paolo Diacono non sembra essere un'isola vera e propria bensì una porzione di territorio racchiusa tra due fiumi confluenti (come l'"Isola Fulcheria" o la 'Isola Brembana/Isola Bergamasca'). Esaminata criticamente la documentazione disponibile, concludono che l'Isola Comacina dei longobardi potrebbe corrispondere al territorio di Capiate.